# Poly Styrene
Poly Styrene, rodným jménem Marianne Joan Elliott-Said (3. července 1957 Bromley, Kent – 25. dubna 2011 Sussex) byla anglická punk rocková zpěvačka a skladatelka, frontmanka hudební skupiny X-Ray Spex.

## Životopis

### Dětství a dospívání
Poly Styrene se narodila jako Marianne Joan Elliott-Said v roce 1957 v Bromley, a vyrůstala v londýnském předměstí Brixton. Její matka, která ji po většinu času vychovávala sama, byla skotsko-irského původu, otec byl somálský dělník pracující v docích.
Během dospívání se Poly Styrene považovala za hippie. V 15 letech utekla z domova, přejížděla stopem z jednoho hudebního festivalu na druhý a přespávala ve squatech. Tento způsob života skončil, když jednou při koupání v potoce šlápla na rezavý hřebík a musela se jít léčit do nemocnice kvůli sepsi.

### Začátek kariéry
Styrene nahrála své první demo album v roce 1975, o rok později ji vyšel první singl; na první straně byla „Silly Billy“, reggae skladba částečně ovlivněná tehdy populárním hudebním stylem ska. Druhou píseň „What a Way“ složila zpěvačka společně s producentem nahrávky Falconem Stuartem.
V den svých devatenáctých narozenin navštívila koncert Sex Pistols v Hastingsu a rozhodla se založit vlastní punkovou skupinu X-Ray Spex. Zvolila si umělecké jméno Poly Styrene, protože prý vystihovalo dobu plnou vyumělkovanosti i vzepětí ekologického hnutí. Její hudba byla plná nadsázky, kulturní kritiky a odkazů na sci-fi literaturu. Místo obvyklých punkových doplňků volila flitry, a sama si kromě skládání hudby šila šaty i vytvářela pop-artové obaly pro nahrávky.
V roce 1978 vydala skupina své první studiové album Germfree Adolescents.

### Sólová kariéra
Poté, co se v roce 1979 původní sestava X-Ray Spex rozpadla, nahrála Poly Styrene sólové album Translucence. V roce 1986 ji vyšlo EP God's & Godesses. V roce 2004 následovalo sólové album New Age, Flower Aeroplane.
Dne 28. dubna 2008 zazpívala píseň "Oh Bondage Up Yours!" před více než 10 000 lidmi na koncertě "Love Music Hate Racism" ve Victoria Parku ve východním Londýně. Ve stejném roce vystoupila spolu s bývalými členy skupiny X-Ray Spex na koncertu v Londýně.
Její poslední album Generation Indigo vyšlo 28. března 2011.

### Smrt
Poly Styrene zemřela dne 25. dubna 2011 na rakovinu prsu ve věku 53 let.